# Provincia de Ferreñafe

Mapa político de la provincia de Ferreñafe

La provincia de Ferreñafe es una de las tres que conforman el departamento de Lambayeque en el noroeste del Perú. Limita por el norte y por el oeste con la provincia de Lambayeque, por el este con el departamento de Cajamarca y por el sur con la provincia de Chiclayo.
Desde el punto de vista jerárquico de la Iglesia católica, forma parte de la diócesis de Chiclayo.

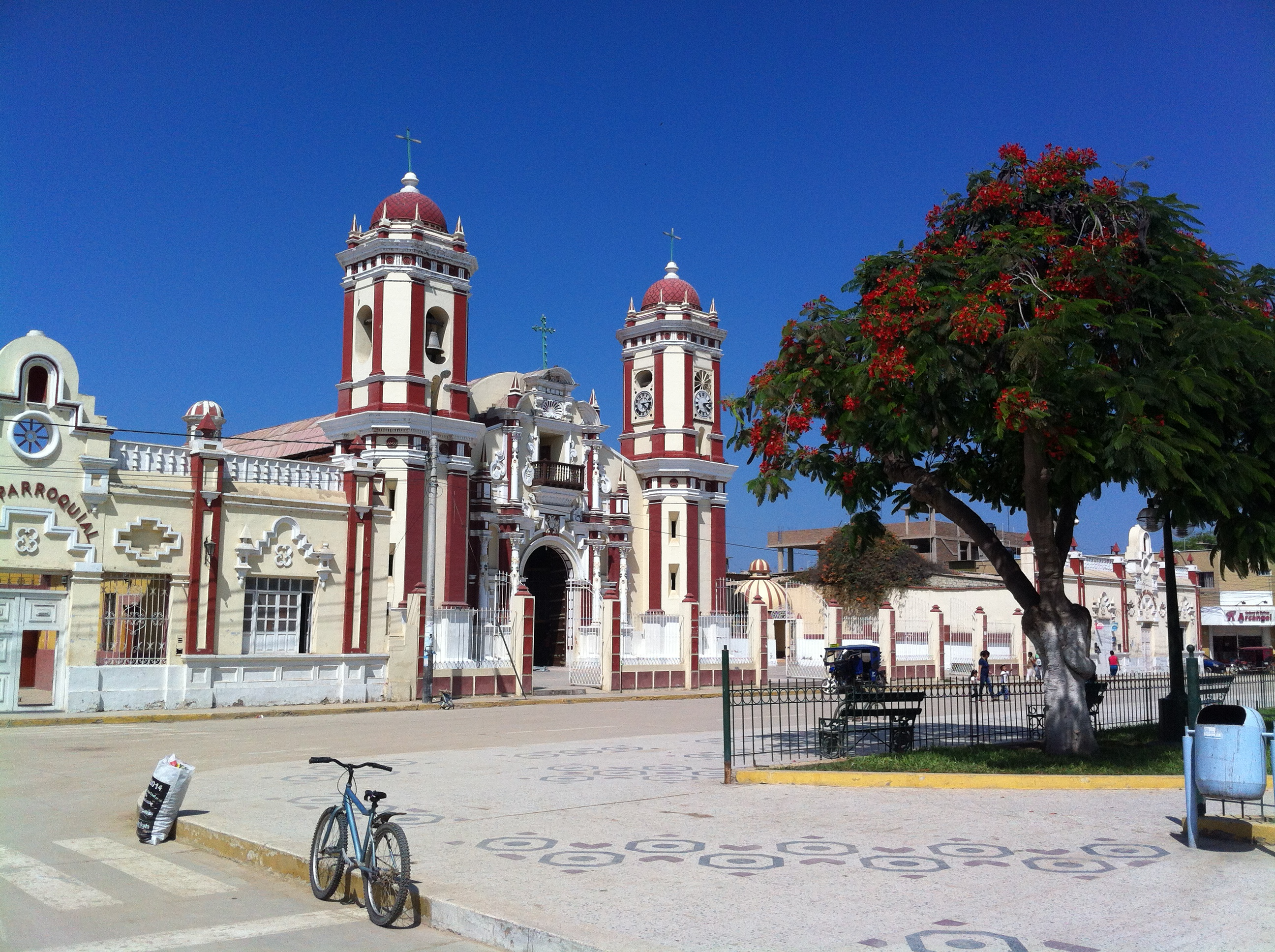
Iglesia de Santa Lucía

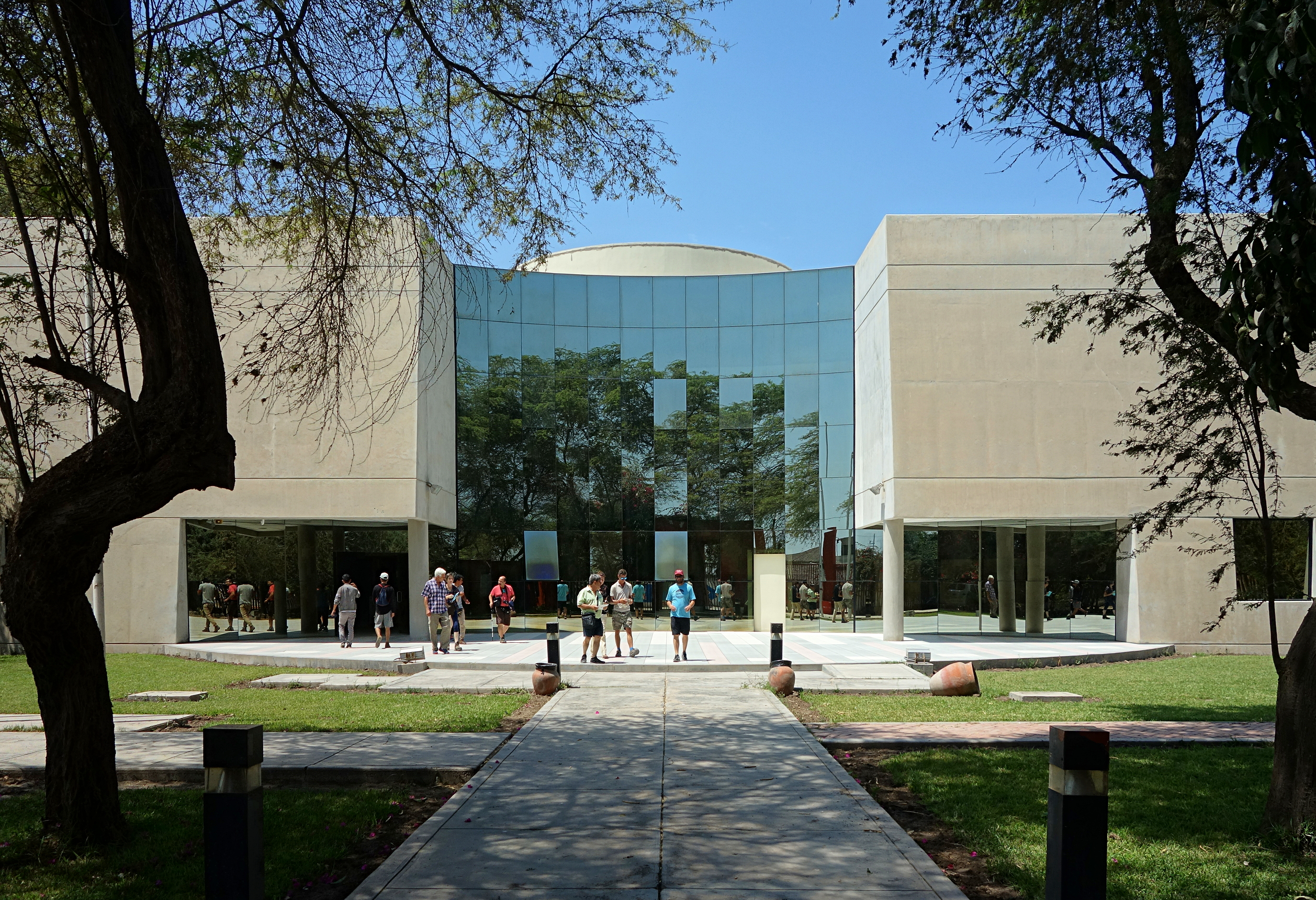
Museo Nacional Sicán

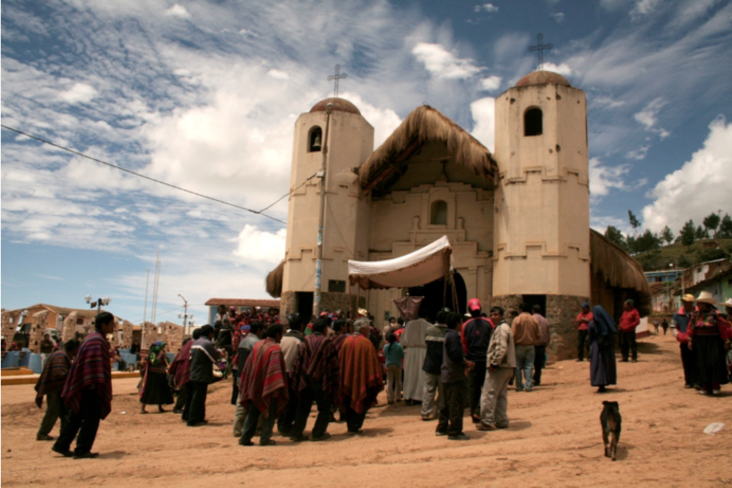
Festividad del Niño Dios de Reyes en Incahuasi

## Historia
La provincia fue creada mediante Ley n.º 11590, del 17 de febrero de 1951, durante el gobierno del presidente Manuel Odría.
La población de la costa de la provincia es descendiente de las poblaciones mochicas o sicanes de habla muchik como también del mestizaje con la inmigración española y afroperuana, mientras parte de la sierra cercana a Cajamarca (distritos de Cañaris e Incahuasi) está poblada por comunidades quechuahablantes con una historia distintiva. 

## Geografía
La provincia tiene una extensión de 1578,60 km².

## Demografía
La provincia cuenta con una población de 97 415 habitantes, según el censo del 2017, y un estimado al 2020 de 107 241 habitantes.

### Centros poblados
Solo la ciudad de Ferreñafe sobrepasa los cincuenta mil habitantes, mientras que otras ciudades y pueblos no llegan a sobrepasar los diez mil habitantes. Según el Directorio Nacional de Centros Poblados, la provincia de Ferreñafe cuenta con 362 centros poblados, siendo los más poblados los siguientes:
|   | Centro poblado              | Población |    | Centro poblado | Población |
| - | --------------------------- | --------- | -- | -------------- | --------- |
| 1 | Ferreñafe                   | 35 224    | 6  | Pítipo         | 1291      |
| 2 | Pueblo Nuevo                | 14 017    | 7  | Incahuasi      | 1014      |
| 3 | Batangrande                 | 3211      | 8  | Cachinche      | 843       |
| 4 | Motupillo                   | 2311      | 9  | La Zaranda     | 821       |
| 5 | Manuel Antonio Mesones Muro | 1947      | 10 | Huasicaj       | 734       |

## División administrativa
La provincia de Ferreñafe se divide en seis distritos.
| Ubigeo | Distrito                                | Capital                     | Población (censo de 2017) | Población estimada (2020) |
| ------ | --------------------------------------- | --------------------------- | ------------------------- | ------------------------- |
| 140201 | Distrito de Ferreñafe                   | Ferreñafe                   | 34 229                    | 37 715                    |
| 140202 | Distrito de Cañaris                     | Cañaris                     | 11 366                    | 12 251                    |
| 140203 | Distrito de Incahuasi                   | Incahuasi                   | 13 858                    | 15 112                    |
| 140204 | Distrito de Manuel Antonio Mesones Muro | Manuel Antonio Mesones Muro | 3808                      | 4179                      |
| 140205 | Distrito de Pítipo                      | Pítipo                      | 19 651                    | 21 977                    |
| 140206 | Distrito de Pueblo Nuevo                | Pueblo Nuevo                | 14 503                    | 16 007                    |
| Total  | Total                                   | Total                       | 97 415                    | 107 241                   |

Cuenta con 176 caseríos, 76 anexos, 51 unidades agropecuarias, 1 cooperativa agropecuaria, 17 unidades vecinales, 3 urbanizaciones, 2 conjuntos habitacionales y otras 5 agrupaciones.

## Capital
La capital de esta provincia es la ciudad de Ferreñafe.

## Autoridades

### Regionales
- Consejeros regionales
  - 2019-2022[7]

  1. Glender Núñez García (Alianza para el Progreso)
  2. José Nicanor Martín Carmona Salazar (Partido Democrático Somos Perú)
  3. Williams Juniors Velázquez Bardales (Podemos por el Progreso del Perú)

### Municipales
- 2019-2022[7]
  - Alcalde: Violeta Patricia Muro Mesones, de Alianza para el Progreso.
  - Regidores:

  1. Héctor Aurich Mesones (Alianza para el Progreso)
  2. José Manuel García Minguillo (Alianza para el Progreso)
  3. Milagros del Carmen Bonilla Zamora (Alianza para el Progreso)
  4. César Augusto Villalobos de los Santos (Alianza para el Progreso)
  5. Luz Deisi Pérez Martínez (Alianza para el Progreso)
  6. Oscar Edgardo Sánchez Manayay (Alianza para el Progreso)
  7. Paola Margarita del Rocío Chafio Prada (Alianza para el Progreso)
  8. Beder Amadeo Soplapuco Purizaca (Partido Democrático Somos Perú)
  9. Ramón Ríos Asenjo (Partido Democrático Somos Perú)
  10. José Guillermo Márquez Castro (Podemos por el Progreso del Perú)
  11. Julio Armando Rodríguez Chonta (Acción Popular)

### Policiales
- Jefe de la División Policial: Coronel PNP Jorge Boucht Jócobi[8]
- Comisaría 
  - Comisario: Cmdt. PNP Luis Musayón Díaz

### Religiosas
- Diócesis de Chiclayo
  - Obispo de Chiclayo: Mons. Robert Francis Prevost, OSA

## Festividades
- 25 de abril: Señor de la Justicia
- 13 de diciembre: Santa Lucía